# Sissy (Operette)
Sissy ist ein Singspiel in zwei Akten (vier Bildern) von Fritz Kreisler, das der Operette nahesteht. Das Libretto stammt von den Brüdern Ernst und Hubert Marischka. Es basiert auf dem Lustspiel Sissys Brautfahrt von Ernst Décsey und Gustav Holm. Das Werk erlebte seine Uraufführung am 23. Dezember 1932 am Theater an der Wien in Wien. Dabei spielte Paula Wessely die Hauptrolle.

## Handlung

### Ort und Zeit
Das Werk spielt im Schloss Possenhofen am Würmsee in Bayern und in Ischl in Österreich vom 15. bis 17. August 1853.

### Erster Akt
Bild: Erkerzimmer mit Terrasse

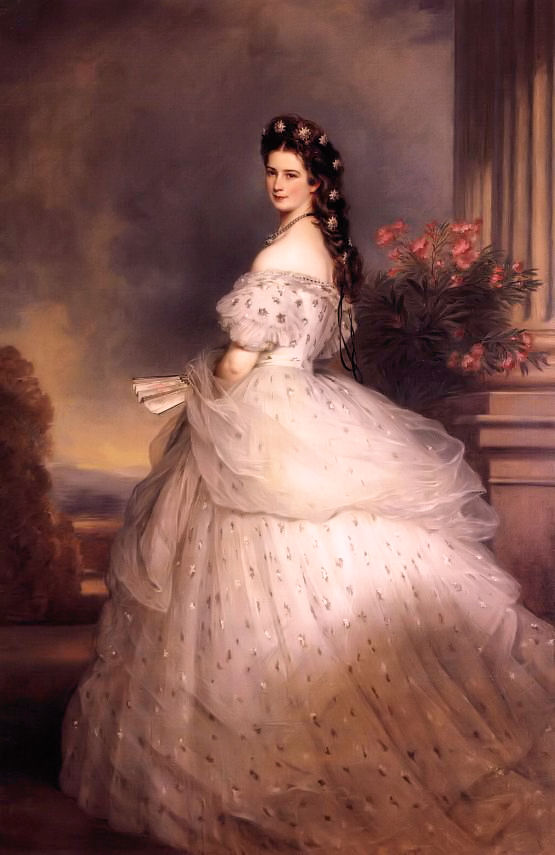
Franz Xaver Winterhalter: Kaiserin Elisabeth von Österreich, Öl auf Leinwand, 1865

Um sich ein paar Tage von den nervenaufreibenden Staatsgeschäften zu erholen, ist Herzog Max von Bayern mit seiner Frau Luise und den Töchtern Sissy und Nené auf den Landsitz Schloss Possenhofen gefahren. Herzogin Luise kann sich jedoch mit der Ruhe nicht abfinden. Sie weiß, dass ihre Schwester, die Erzherzogin Sophie von Österreich, zusammen mit deren Sohn, dem noch unverheirateten jungen Kaiser Franz Joseph, gerade in Ischl weilt. Jetzt wartet sie ungeduldig darauf, von einem kaiserlichen Diener abgeholt zu werden. Nené soll sie auf der Fahrt begleiten. Die Schwestern Luise und Sophie hoffen, dass der Kaiser an Nené Gefallen finden und das Hoflager in Ischl mit einer Verlobung der Kinder enden werde. 
Schon kommt der kaiserliche Bote und holt die beiden Gäste ab. Nené ist jedoch von dem Plan ihrer Mutter nicht angetan, hat sie sich doch erst vor Kurzem in den Prinzen von Thurn und Taxis verliebt. In der Eile vergisst das Mädchen auch noch, sein Hofkleid mitzunehmen.
Sissy kann nicht verstehen, dass ihr Vater keine Einladung erhalten hat. Schließlich hat er doch auch ein Wörtchen mitzureden, wenn über das Schicksal seiner Tochter entschieden wird. Sie redet so lange auf ihn ein, bis er sich entschließt, seiner Gattin und der Tochter Nené nachzureisen. Sissy begleitet ihn und nimmt auch das vergessene Kleid mit. 
Verwandlung – Bild: Empfangssaal
Als der Kaiser gerade beim Frühstück sitzt und einen Blick durchs Fenster wirft, entdeckt er im Park ein Mädchen beim Blumenpflücken. Dies findet er unerhört und befiehlt, man solle ihm die dreiste Person vorführen. Derweil ist es Herzog Max gelungen, in die Villa eingelassen zu werden. Franz Joseph empfängt ihn freundlich, und ehe man sich’s versieht, tauschen die beiden Jagderlebnisse aus. Kaum haben sie sich wieder getrennt, bringt ein Wachmann die Blumenpflückerin herein. Weil sie in einem Karton ein Kleid mit sich führt, wird sie vom Kaiser für eine Schneiderin gehalten. Doch ehe sich ihm das Mädchen vorstellen kann, wird Franz Joseph zu seiner Mutter gerufen, die ihn mit Nené bekannt machen will. Als er vernimmt, was hier gespielt wird, verschlechtert sich seine Laune, und er empfängt die ihm zugedachte Braut nur widerwillig. In Gedanken weilt er immer noch bei der „Schneiderin“, die einen sehr tiefen Eindruck auf ihn hinterlassen hat.

### Zweiter Akt
Bild: Im Gasthof zum »Goldenen Ochsen«
Der städtische Männergesangverein will dem Kaiser zu seinem heutigen Geburtstag ein Ständchen bringen und ist eifrig beim Proben. Herzog Max stößt inkognito dazu. Durch seine leutselige Art gewinnt er rasch das Vertrauen der Sänger. Als dann aber die Mutter des Kaisers mit ihrer Schwester das Lokal betritt, ziehen sich die Sangesfreunde diskret zurück. Die beiden Schwestern sind überrascht, Max hier anzutreffen, und kurz darauf taucht auch noch Sissy auf. Diese ergreift bei der sich anschließenden Aussprache voll für ihren Vater Partei.
Verwandlung – Bild: Park
Am Abend lässt Erzherzogin Sophie im Park vor der kaiserlichen Villa ein Fest ausrichten. Sie und ihre Schwester Luise hoffen, Franz Joseph werde dies zum Anlass nehmen, bald seine Verlobung mit Nené bekannt zu geben. Die Vorbereitungen sind noch in vollem Gange, als Sissy mit dem Kleid auftaucht, das sie ihrer Schwester bringen möchte. Zunächst aber läuft sie geradewegs dem Kaiser in die Arme. Weil sie um ihre Schwester besorgt ist, fragt sie ihn ganz ungeniert, wie weit die Verlobung gediehen sei. Zu ihrer Freude hört sie, dass Majestät überhaupt nicht daran dächten, nur als Spielball im mütterlichen Plan zu fungieren. Diese gute Nachricht will Sissy gleich Nené überbringen. Dabei werden die beiden Damen von ihrer Mutter belauscht. Als dann auch noch Max hinzukommt, artet das Gespräch in einen Familienstreit aus. Jetzt will auch der Kaiser wissen, was hier vorgehe. Nun erfährt er die wahre Identität der „Schneiderin“.
Die Geburtstagsfeier beginnt: Der Gesangverein bringt dem Monarchen sein Ständchen. Anschließend geben die Ballettmädchen ihr Bestes. Franz Joseph nutzt die erstbeste Gelegenheit, Sissy zum Tanz aufzufordern. Während sie sich mit ihm im Walzer wiegt, fühlen beide, dass sie füreinander bestimmt sind. Auf dem Höhepunkt des Festes verkündet der Kaiser seine Verlobung mit Sissy. Nené wirft sich ihrem geliebten Prinzen von Thurn und Taxis in die Arme.

## Musik
Fritz Kreisler hat für die Partitur seines Singspiels viele Melodien aus dem Repertoire seiner Solostücke, die er für die Geige komponierte, entlehnt, so beispielsweise den Wiener Marsch, Liebesleid – Liebesfreud, Schön Rosmarin und die Caprice viennoise. Von den eigens für die Operette geschaffenen Kompositionen seien als musikalische Höhepunkte noch die beiden Walzer Ein stilles Glück, ein bisserl Musik und Ich wär’ so gern einmal verliebt hervorgehoben.

## Hintergrund
1931 kaufte Hubert Marischka das Theaterstück Sissys Brautfahrt von Ernst Décsey und Gustav Holm. Zusammen mit seinem Bruder Ernst Marischka und den Autoren des Theaterstücks schrieb er es um zu einem Libretto für ein Singspiel mit Namen Sissy. Als Komponist war Bruno Granichstaedten vorgesehen, doch da traf aus New York ein Telegramm der Produzenten Shubert Brothers ein: „Suchen Libretto für Fritz Kreisler“. Kurzerhand wurde Granichstaedten mit einem anderen Libretto bedient, während das Libretto für Sissy nach New York gesandt wurde.
Vor der Uraufführung, die als Weihnachtspremiere des Theaters an der Wien stattfinden sollte, erklärte Kreisler in der Vorankündigung, er habe seine sämtlichen amerikanischen Konzerte abgesagt und auf 50 000 Dollar Honorar verzichtet, um die Uraufführung in Wien dirigieren zu können. Paula Wessely spielte Sissy, Hans Jaray Franz Joseph und Hubert Marischka Sissys Vater Herzog Max. Das Theater war auf Wochen ausverkauft.
Hauptdarstellerin Paula Wessely, eine gefeierte Theaterschauspielerin, war auf dem Gebiet der Operette ein Neuling. Mit eigenen Gesangsstudien bereitete sie sich auf ihre Rolle vor, doch mussten die drei höchsten Töne des Liedes Ich wär’ so gern einmal verliebt von einer hinter der Bühne platzierten Sängerin übernommen werden. Wessely selbst berichtete später, ihre Stimme sei aufgrund der Schreiszenen in dem kurz zuvor sehr erfolgreich aufgeführten Theaterstück Rose Bernd lange Zeit beeinträchtigt gewesen. Das Duett Ja, wer sagt denn das… wurde von ihr und Jaray gesprochen, und beim Beginn des Liedes Ich glaube, das Glück hält mich heute im Arm ging sie nach hinten in einen Garten, wo eine unsichtbare Sängerin bereitstand.
Als am Schluss der Vorstellung die Kaiserhymne intoniert wurde, erhoben sich die Zuschauer von ihren Sitzen, obwohl die Monarchie seit 14 Jahren abgeschafft war.
Da Wessely ihren Verpflichtungen am Theater in der Josefstadt nachkommen musste, gab es eine zweite und dritte Besetzung. Hedy Lamarr war die zweite Sissy. Sie erschien als besondere Einlage beim Öffnen des Vorhangs auf einem Pferd, während einige Takte der Kaiserhymne erklangen, die aber im aufbrandenden Applaus untergingen. Die dritte Sissy-Besetzung war Rose Stradner.
Sissy wurde 289-mal en suite gespielt. Nach dem Anschluss Österreichs war eine Aufführung wegen des jüdischstämmigen Komponisten nicht mehr möglich. Das Theater verkaufte die Rechte für 160 000 Dollar an die amerikanische Filmfirma Universal Studios, die damit den Film The King Steps Out produzierte.
Ernst Marischka griff in den 1950er Jahren die Thematik erneut auf und produzierte seine überaus erfolgreiche Sissi-Trilogie.